# دائرة بئر العرش
دائرة بئر العرش هي إحدى دوائر ولاية سطيف الجزائرية.

## التقسيم الإداري
تضم الدائرة حسب التقسيم الإداري لسنة 1984 أربع بلديات هي :
- بئر العرش
- بلاعة
- الولجة
- تاشودة